# Friedrich Krafft
Friedrich Krafft (Bonn, 21 febbraio 1852 – Heidelberg, 3 giugno 1923) è stato un chimico tedesco.

## Biografia
Nato da Wilhelm Ludwig Krafft (1821-1897) e Frieda von Scheibler (1828-1906). Suo nonno era il pastore Johann Gottlob Krafft (1789-1830). Ha iniziato lo studio delle scienze naturali nel 1869 con Friedrich August Kekulé von Stradonitz, Rudolf Clausius e Gerhard vom Rath. Nel 1870 è stato un volontario nella guerra franco-prussiana. Dopo brevi studi presso il Politecnico federale di Zurigo, si trasferisce a Basilea. È stato assistente di Jules Piccard fino al 1877, poi è diventato professore. Nel 1880, si trasferisce a Heidelberg, dove insegna fino al 1922.
Nella chimica dei colloidi, la temperatura di Krafft porta il suo nome. In chimica organica, la degradazione di Krafft porta il suo nome. Ha inoltre stabilito il punto di ebollizione dei metalli nobili e ha sintetizzato dei composti aromatici contenenti selenio e tellurio.

## Pubblicazioni
- "Kurzes Lehrbuch der Chemie" (Short Handbook of Chemistry), Leipzig und Wien, Franz Denticke:
  - Volume 1 Bd. 1: "Anorgan. Chemie" (Inorganic Chemistry); 1891, Digital 3rd edition from 1898 by the University and State Library Düsseldorf
  - Volume 2 Bd. 2: "Organische Chemie" (Organic Chemistry); 1893. Digital 2nd edition from 1897 by the University and State Library Düsseldorf
- F. Krafft, A. Stern, Hermann Wiglow: "Über das Verhalten der fettsauren Alkalien und Seifen in Gegenwart von Wasser Teil I und II" (On the behavior of the fatty acid alkalis and soaps in the presence of water, part I and II). In: Ber.Dt. chem. Ges. 27 (1894), Vol./Bd.4, pp. 1747–1761. Part III: "Die Seife als Krystalloide" (The soap as crystalloids), 28 (1895), Vol./Bd.3, pp. 2566–2573. Part IV: "Die Seife als Colloide" (The soaps as colloids), 28 (1895), Vol./Bd.3, pp. 2573–2582.
- F. Krafft, Anton Strutz: "Über das Verhalten seifenähnlicher Substanzen gegen Wasser" (On the behavior of soap-like substances in water). In: Ber. Dt. chem. Ges. 29 (1896), Vol./Bd.2, pp. 1328–1334.
- F. Krafft: "Über eine Theorie der colloidalen Lösungen" (On the theory of colloidal solutions). In: Ber. Dt. chem Ges. 29 (1896), Vol./Bd.2, pp. 1334–1344.
- F. Krafft, R. Funcke: "Über die Einwirkung des Wassers auf Heptylaminseifen“ (On the action of water on heptylamino-soaps). Ber. Dt. chem. Ges. 33 (1900), Vol./Bd.3, pp. 3210–3212.